# Rampsilaid
Rampsilaid är en ö i västra Estland. Den ligger i Laimjala kommun i landskapet Saaremaa (Ösel), 150 km sydväst om huvudstaden Tallinn. Ön ligger i Rigabukten utanför ön Ösels sydöstkust. Öns area är 0,23 kvadratkilometer. Terrängen på ön är platt och öns högsta plats är belägen 3 meter över havet.